# Distretto di Kani
Il distretto di Kani (可児郡, Kani-gun?) è uno dei distretti della prefettura di Gifu, in Giappone.
Attualmente fa parte del distretto solo il comune di Mitake.
| Controllo di autorità | VIAF (EN) 254745285 · NDL (EN, JA) 00405322 |